# Palladuc

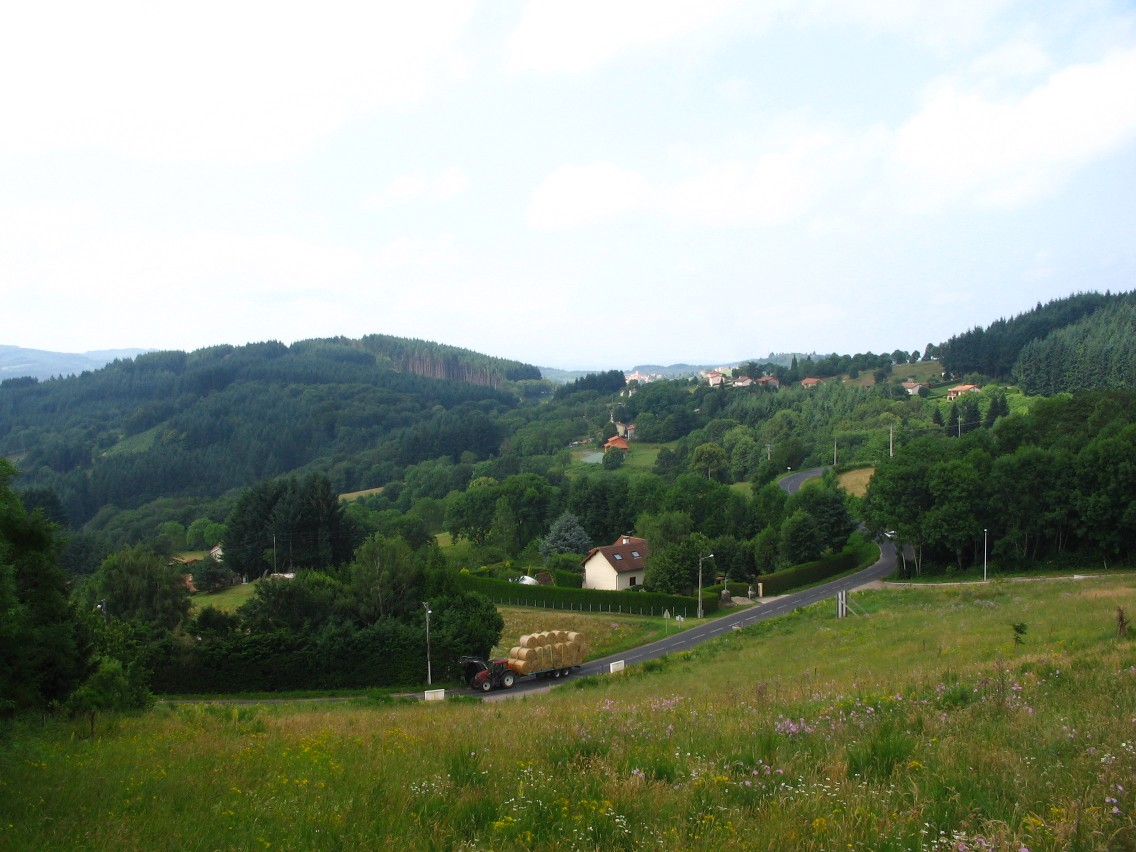
Palladuc (2012)

Palladuc ist eine französische Gemeinde im Département Puy-de-Dôme in der Region Auvergne-Rhône-Alpes. Sie gehört zum Arrondissement Thiers und zum Kanton Thiers (bis 2015: Kanton Saint-Rémy-sur-Durolle). Die Kommune hat 520 Einwohner (Stand: 1. Januar 2022).

## Lage und Verkehr
Palladuc liegt etwa 44 Kilometer ostnordöstlich von Clermont-Ferrand. Der Fluss Credogne begrenzt die Gemeinde im Norden. Umgeben wird Palladuc von den Nachbargemeinden Saint-Victor-Montvianeix im Norden, Lavoine im Nordosten, Celles-sur-Durolle im Süden und Osten, La Monnerie-le-Montel im Südwesten sowie Saint-Rémy-sur-Durolle im Westen.
Am südlichen Rand verläuft die Autoroute A89.
Palladuc ist heute Bestandteil des Regionalen Naturparks Livradois-Forez.

## Geschichte
1908 wurde die Gemeinde aus der Nachbarkommune Saint-Rémy-sur-Durolle gelöst.

### Bevölkerungsentwicklung
| Jahr                       | 1962 | 1968 | 1975 | 1982 | 1990 | 1999 | 2006 | 2012 |
| Einwohner                  | 626  | 531  | 467  | 479  | 474  | 498  | 465  | 568  |
| Quellen: Cassini und INSEE |      |      |      |      |      |      |      |      |